# Instituto Steklov de Matemáticas
El Instituto Steklov de Matemáticas (en ruso: Математический институт имени В.А.Стеклова; Matematícheski institut ímeni V.A.Steklova) es un instituto de investigación especializado en matemáticas situado en Moscú. Se estableció el 24 de abril de 1934 por decisión de la Asamblea General de la Academia de las Ciencias de la Unión Soviética en Leningrado, y su nombre se debe a Vladímir Andréyevich Steklov (matemático, mecánico y físico ruso).
En 1940 el Instituto se trasladó a Moscú, aunque su edificio antiguo pasó a ser su Departamento de Leningrado. Desde 1995 ese departamento se consolidó como otro instituto de investigación, el Departamento de San Petersburgo del Instituto de Matemáticas Steklov de la Academia de Ciencias de Rusia, que es completamente independiente y no tiene ninguna subordinación al Instituto de Matemáticas Steklov de Moscú.
En 1966, el también moscovita Instituto Kéldysh de Matemática Aplicada (del ruso: Институт прикладной математики им. М.В.Келдыша) se separó del Instituto Steklov.